# Irene Miller
Irene Miller, tschechisch Irena Müllerová (geboren als Irena Weiskopf am 6. November 1922 in Prag; gestorben am 18. September 2004 in San Francisco, Kalifornien), war eine tschechische Widerstandskämpferin gegen den Nationalsozialismus sowie Holocaustüberlebende.

## Leben

### Herkunft, Familie und frühe Jahre
Irene Millers Mutter, Elena Kekuatoff, war eine weißrussische Aristokratin, ihr Vater Benedikt Weiskopf, ein Prager Jude. Sie lernten sich 1920 in Wladiwostok kennen. Millers Eltern ließen sich in Prag nieder, wo Irene Miller geboren wurde. Die Eltern ließen sich scheiden, als Irene vier Jahre alt war. Ihr Vater, der ein Modegeschäft für Frauen besaß, heiratete erneut, und Irene lebte bei ihm. Das Verhältnis zu ihrer Mutter war angespannt.
Miller besuchte die deutsche Realschule und wollte studieren. Im November 1939 schlossen die deutschen Besatzer die tschechischen Universitäten, sodass ihr der Zugang zur Universität nicht mehr möglich war. Auch an der deutschen Karlsuniversität konnte sie als „jüdischer Mischling ersten Grades“ nicht studieren. Sie fand Arbeit als Fremdsprachenkorrespondentin für die Zweigstelle einer Hamburger Firma. Zu dieser Zeit war ihr bereits klar, dass sie sich zu Frauen hingezogen fühlte, und sie hatte erste Beziehungen.

### Verfolgung und Gefängnis
Irene Millers Vater und seine zweite Frau wurden im April 1942 nach Theresienstadt deportiert. Kurz darauf wurden beide ins Ghetto Zamość verschleppt und ermordet. Miller erfuhr davon erst nach dem Krieg. Sie schloss sich dem Widerstand gegen die deutsche Besatzung an; ihr wurde die Rolle einer Botin zugeteilt. So entkam sie der Deportation, weil sie zum Zeitpunkt der geplanten Verhaftung nicht zu Hause war. Nach einer Denunziation durch eine Kollegin im Oktober 1943 wurde sie verhaftet. Sie war nun den üblichen Haft- und Folterstätten der Nationalsozialisten im besetzten Prag ausgeliefert: Zuerst wurde sie im Petschek-Palais, dem Hauptsitz der Gestapo, verhört und geschlagen. Später kam sie ins Pankratz- und ins Karlsplatz-Gefängnis. Trotz der widrigen Umstände – die Haftanstalten waren überfüllt und schmutzig – erfuhr Irene Miller großen Zuspruch und Solidarität unter den inhaftierten Frauen. Alle Frauen in ihrer Zelle waren politische Gefangene.

### Deportation
Irene Miller wurde als politische Gefangene, nicht als Jüdin, verfolgt. Diese Bezeichnung war ihr für ihre Selbstdefinition sehr wichtig. Es folgte die Deportation im Januar 1944 in die Kleine Festung Theresienstadt unter Aufsicht der Gestapo. Dort lernte sie viele andere Widerstandskämpferinnen kennen, darunter die Politikerin Milada Horáková. Miller gelang es, als „Mischling“ eingestuft zu werden; zuvor hatte sie den Machthabern als Jüdin gegolten, und entging somit der Deportation nach Auschwitz. In der Kleinen Festung hatte sie eine Beziehung zu einer anderen Frau. Sie befürchtete, dass ihre Homosexualität sie angreifbar machen könnte, und beschloss, keine weitere Liebesbeziehung einzugehen.

### Frauen-Konzentrationslager Ravensbrück
Irene Miller wurde im September 1944 in das Frauenkonzentrationslager Ravensbrück deportiert und war dort bis zur Befreiung inhaftiert.

„Im Zug dachten wir nicht, dass wir das Lager erreichen würden. Wir sahen die Flugzeuge und hörten die Bombardierungen und nahmen an, dass der Krieg in kurzer Zeit vorbei sein würde. Hätten wir gewusst, dass wir fast ein Jahr lang im Lager bleiben würden, hätten wir Selbstmord begangen.“

#### Roter Winkel
Sie wurde gezwungen, den Roten Winkel zu tragen, unter dem versetzt ein Gelber Winkel angebracht war, der „jüdische Mischlinge“ kennzeichnete. Durch diese Kennzeichnung wurde sie von den Mitgefangenen als politische und nicht als jüdische Gefangene angesehen. In der Häftlingshierarchie' verschaffte ihr dies eine bessere Position, denn viele „Mischlinge“ galten im Lager als Jüdinnen und wurden dementsprechend schlechter behandelt. Zu Beginn wurde sie als „Verfügbare“ registriert – als Arbeitsfähige ohne feste Arbeitsstelle – und wurde so für körperlich sehr anstrengende Arbeit eingeteilt.

#### Zwangsarbeit

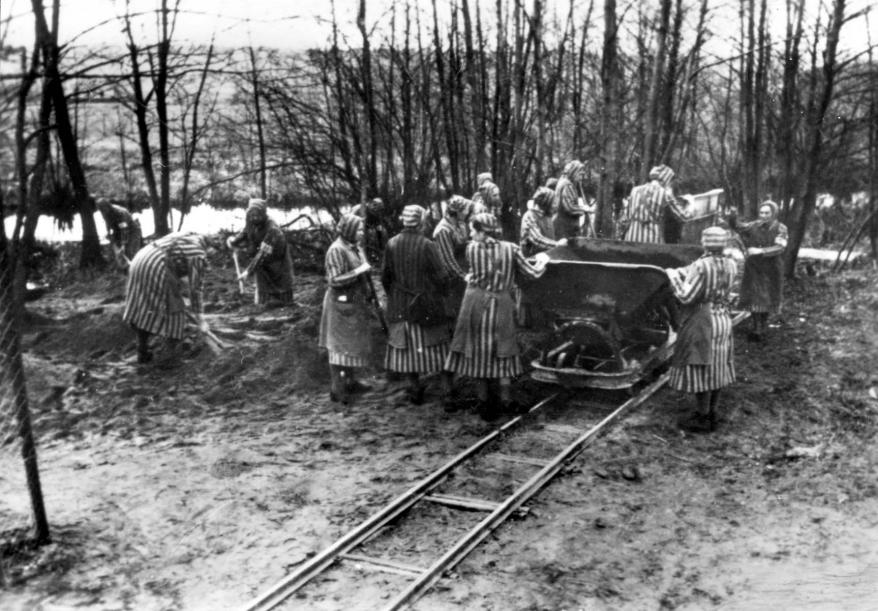
Zwangsarbeit im Frauen-KZ Ravensbrück

Irene Miller bekam eine Stelle in der Arbeitsstatistik-Abteilung bei Siemens. Später wurde ihr von einer Lagerveteranin Anna Vavak eine Stelle bei der Lagerpolizei vermittelt. Diese Position war für Miller wenig geeignet, da sie als Aufpasserin zu nachsichtig war.
Miller steckte sich im Lager mit Ruhr an und kam in die Krankenbaracke. Dort war sie zwar von den täglichen Appellen verschont, wurde jedoch weder mit Essen noch medikamentös versorgt. In Millers Erinnerung wurde die Krankenbaracke der katastrophalen Zustände wegen als „Scheißbaracke“ bezeichnet.

#### Befreiung
Wenige Tage vor der Befreiung des Konzentrationslagers wurden 100 Frauen für die Gaskammer ausgesondert. Miller sah, wie eine ungarische Frau von ihrer Tochter getrennt werden sollte und meldete sich selbst, um diese Trennung zu verhindern. Ihr Überlebenswille war erloschen; sie traf noch auf tschechische Freundinnen, denen sie auftrug, ihre Mutter über ihren Tod zu benachrichtigen. Sie überlebte, weil – nach ihrer eigenen Aussage – das Gas ausgegangen war und sie mit allen Frauen weggeschickt wurde.
Durch die Räumung des Lagers Ende April 1945 erlebte Irene Miller die furchtbaren Strapazen des „Todesmarsches“. Nach einigen Tagen wurde sie in Vietzen an der Müritz befreit. Sie kehrte nach Prag zurück und wurde aufgrund einer Typhuserkrankung direkt im Bulovak-Krankenhaus behandelt. Nachdem sie sich erholt hatte, erfuhr sie, dass von ihrer Familie väterlicherseits nur noch ihr Onkel Rudolf Weiskopf-Vítek, der als Häftlingsarzt drei Jahre Auschwitz überlebt hatte, und ein Cousin am Leben waren.

### Nach der Befreiung

#### Heirat und erste Auswanderung
Irene Miller änderte ihren deutsch klingenden Nachnamen in Vítová um und kämpfte monatelang um neue Ausweispapiere. Trotz guter Beziehungen zum Verband der Überlebenden, der über politischen Einfluss verfügte, gelang es ihr nur sehr schwer, ein normales Leben zu führen. Während eines Krankenhausaufenthalts wurde sie denunziert, dass sie auf der Arbeit grundlos gefehlt habe, worauf sie Vorladungen von der Polizei erhielt. Aus Angst vor einer Verhaftung fuhr sie nach Trutnov zu einer Freundin und begegnete dort dem slowakischen Überlebenden Samuel Müller, der bereits Emigrationspläne hatte. Irene Miller heiratete ihn, und sie emigrierten 1948 nach Frankreich, wo in Paris ihre Tochter Helene geboren wurde. Nach der Trennung und nachdem sie 1953 Kontakt zu ihren russischen Verwandten hatte, zog Miller zusammen mit ihrer Tochter nach San Francisco.

### Ankunft in Amerika

#### Anfangszeit
Irene Miller lebte als Alleinerziehende und angesichts der damals noch sehr ausgeprägten Feindlichkeit, der homosexuelle Menschen im San Francisco vor der Stonewall-Zeit ausgesetzt waren, unter sehr prekären Bedingungen. Sie hatte zahlreiche Beschäftigungen, um eine kleine Wohnung beziehen zu können, und war gezwungen, ihre Tochter in eine Pflegefamilie zu geben, sodass sie sich nur an den Wochenenden sahen. „Nachdem ich hier angekommen war, stellte ich Papiertüten her, polierte Kämme, war Teilzeit-Hausmeisterin, arbeitete bei einer Versicherungsgesellschaft und besuchte eine Abendschule, um Englisch zu lernen“. 1958 erhielt sie die amerikanische Staatsbürgerschaft; zuvor lebte sie in Angst um ihre Green Card, denn der Besuch lesbischer Bars konnte ein Ausweisungsgrund sein.

#### Spätere Jahre
Mit angespartem Geld und einer bescheidenen Wiedergutmachungsrente konnte sich Irene Miller 1959 ein Haus im Noe Valley kaufen und ihre Tochter wieder zu sich holen. Ihre Tochter erinnert sich, dass ihre Mutter oft weinte, sich betrank und melancholisch war. Auch erzählte ihre Mutter von der Zeit im Konzentrationslager. Gelegentlich brachte Miller Frauen mit nach Hause, die sie als Mitbewohnerinnen bezeichnete, ein Code für ihre Lebenspartnerin. Einige ihrer Freundinnen waren in einer Organisation der frühen Lesbenbewegung Daughters of Bilitis aktiv. Irene Miller trat der Society for Individual Rights bei, die sich als eine der ersten Gruppen für die Rechte von homosexuellen Menschen einsetzte. Immer wieder war sie mit vielfältigen Formen der Diskriminierung konfrontiert. Beispielsweise, wenn Freunde bei Razzien in Bars für Homosexuelle verhaftet wurden und die weitreichenden Konsequenzen, wie ein Jobverlust, die Existenzgrundlage erschwerten. Die Beziehung zwischen Miller und ihrer Tochter war jahrelang sehr angespannt. Irene Miller lernte Ende der 1960er-Jahre ihre Lebensgefährtin Joanne kennen, mit der sie bis an ihr Lebensende zusammen lebte. Joanne hat bis Ende der 1950er Jahre für die Marine gearbeitet und wurde aufgrund einer Beziehung zu einer Frau unehrenhaft aus dem Dienst entlassen.

#### Politisches Engagement
Miller ging 1988 als Labortechnikerin für Qualitätssicherung bei Hills Brothers’ Coffee in den Ruhestand. Daraufhin engagierte sie sich ehrenamtlich für die Holocaust-Überlebenden-Treffen der Jewish Family and Children’s Services JFCS mit Sitz in San Francisco, bei der sie LGBT-Koordinatorin war. Der JFCS verlieh ihr einen FAMMY für herausragende ehrenamtliche Dienste für die Gemeinschaft. Zudem arbeitete sie im Café by the Bay, übernahm einige Verwaltungsaufgaben für die Seniorenprogramme und arbeitete als Gärtnerin im AIDS Memorial Grove im Golden Gate Park in San Francisco.
Irene Miller hatte seit den 1970er Jahren immer wieder mit einer Krebserkrankung zu kämpfen, an der sie am 18. September 2004 starb.

### Queeres Forschen
2021 publizierte die Historikerin Anna Hájková erstmals die Lebensgeschichte von Irene Miller in ihrem Beitrag: Aus Prag nach San Francisco: Die unglaubliche Geschichte der lesbischen Widerstandskämpferin Irene Miller und zeigt so die Existenz von nicht heteronormativen Biographien und die Notwendigkeit zur Erforschung des Holocausts mit queerer Perspektive. Im Rahmen der Befreiungsfeier im Jahr 1995 lernte Irene Miller die Historikerin Christa Schikorra kennen, die damals an ihrer Dissertation zu den asozialen Frauen in Ravensbrück arbeitete. Schikorras Haltung als offen lesbisch lebende Frau ermöglichte Miller, über die eigene lesbische Biografie zu sprechen. Christa Schikorra zeichnete ein Interview mit Irene Miller auf, in dem Miller kodiert über ihre Erfahrungen als lesbische Frau spricht.